# 적성도서관
적성도서관은 경기도 파주시 적성면 소재의 시립 도서관이다.

## 연혁
- 2010년 4월 7일 적성도서관 개관

## 시설현황
- 지하1층: 주차장, 창고, 서고
- 1층: 어린이실, 주민자치센터, 보건소
- 2층: 종합자료실,주민자치센터, 면장실, 적성면대
- 3층: 시청각실, 카페테리아
- 옥상: 계단실

## 이용 안내
이용 시간
- 종합자료실: 평일 09:00 ~ 22:00 / 주말 09:00 ~ 18:00
- 어린이실: 평일 동절기(11~2월) 09:00 ~ 18:00, 하절기(3월~10월) 09:00 ~ 19:00 / 주말 09:00 ~ 18:00

휴관일
- 매월 2·4·5주 월요일
- 국경일 및 공휴일
- 도서관장이 필요로 할때